# Pentax
Pentax er et japansk elektronikmærke og Pentax Corporation var en japansk elektronikvirksomhed fra 1919 – 2008. Firmaet producerede optiske produkter, herunder kameraer (digitale, analoge, både i små og mellemformat), linser til disse og video, mikroskoper, endoskoper m.m. Virksomheden blev i efteråret 2006 overtaget af Hoya og 31. marts 2008 blev virksomheden fusioneret med Hoya.. 1. oktober 2011 blev Hoyas kamera-division frasolgt til Ricoh, som omdøbte divisionen til Pentax Ricoh Imaging Company, Ltd. Pentax-navnet benyttes stadig som mærke.